# فرودگاه روستایی سنت لندری
فرودگاه روستایی سنت لندری (به انگلیسی: St. Landry Parish Airport) (به زبان بومی: Ahart Field) یک فرودگاه همگانی بهره‌برداری هوایی با کد یاتا OPL است که یک باند فرود بتن دارد و طول باند آن ۱۸۲۸ متر است. این فرودگاه در کشور ایالات متحده آمریکا قرار دارد و در ارتفاع ۲۳ متری از سطح دریا واقع شده است.